# Hispanística

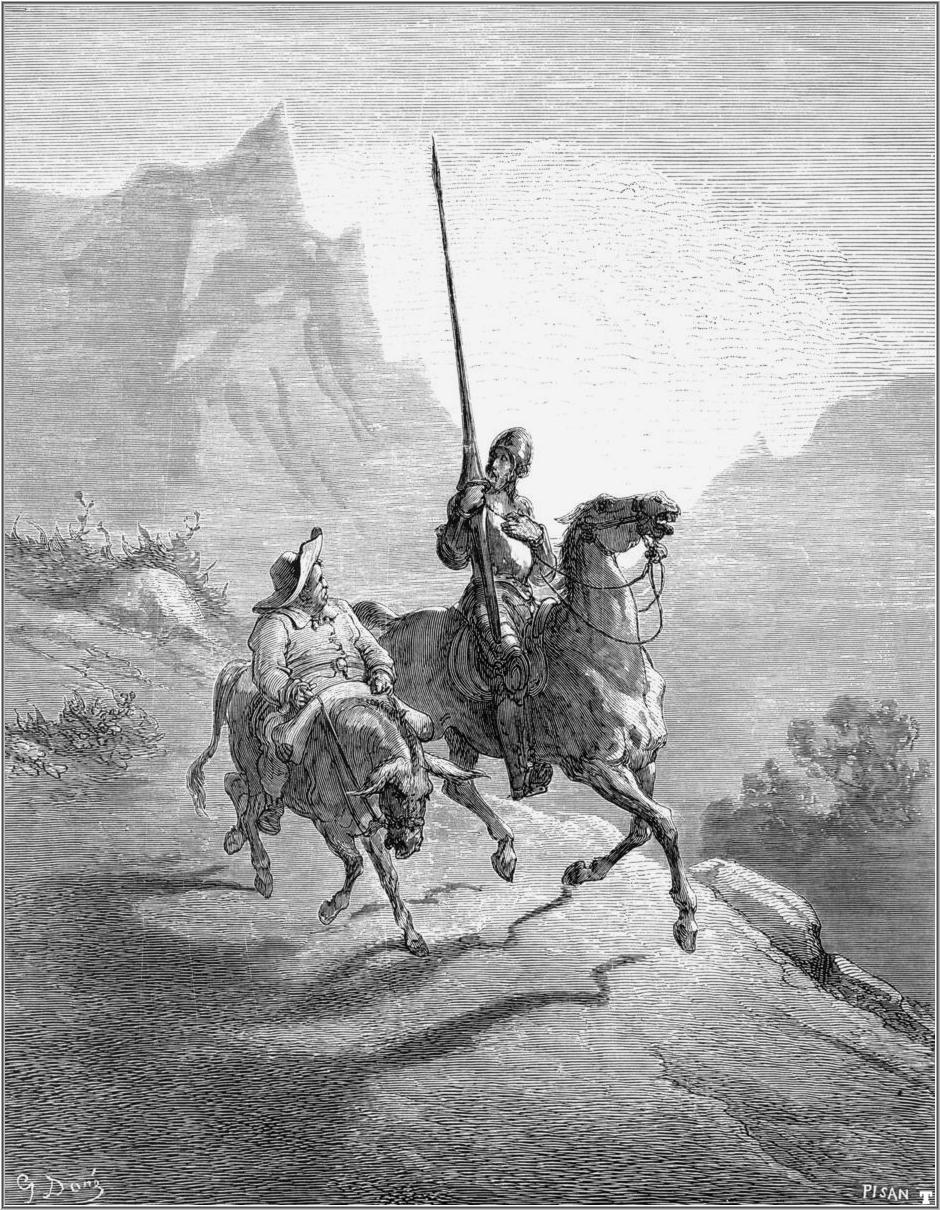
Il·lustració de Gustave Doré per al Quixot (1863).

Hispanística o hispanisme és un terme que designa l'estudi de la cultura espanyola, hispanoamericana i, en general, hispana.
Durant el segle XVI tot el que era nou li venia a Europa des d'Espanya: noves terres conquistades, nous temes, gèneres i personatges literaris, nous balls, noves modes... Aviat va haver-hi necessitat de saber espanyol per satisfer més plenament aquesta curiositat, també moguda per interessos comercials i econòmics, cap a la nova potència política. Per respondre a aquesta demanda van prendre en primer lloc la ploma escriptors espanyols com Antonio de Nebrija, autor de la primera gramàtica impresa en una llengua romànica, la Gramática de la lengua castellana de 1492, o Juan de Valdés, que va compondre per als seus amics italians desitjosos d'aprendre el castellà el seu Diálogo de la lengua; el llicenciat Cristóbal de Villalón va escriure en la seva Gramàtica castellana (Anvers, 1558) que el castellà era parlat per flamencs, italians, anglesos i francesos.
Durant molt de temps, sobretot entre 1550 i 1670, va sortir de les impremtes europees una quantitat impressionant de gramàtiques castellanes i de diccionaris que relacionaven el castellà amb alguna o algunes de les altres llengües. Dues de les gramàtiques més antigues es van imprimir justament a Lovaina: Útil y breve institución para aprender los principios y fundamentos de la lengua española (1555)  y la Gramática de la lengua vulgar española (1559). Les dues són anònimes.
Entre els autors estrangers més destacats de gramàtiques castellanes hi ha els italians Giovanni Mario Alessandri (1560) (Il paragone della lingua toscana et castigliana) i Giovanni Miranda (1566); els anglesos Richard Percivale (1591), John Minsheu (1599) i Lewis Owen (1605); els francesos Jean Saulnier (1608) i Jean Doujat (1644); l'alemany Heinrich Doergangk (1614) i el neerlandès Carolus Mulerius (1630).
Van compondre diccionaris l'italià Girolamo Vittori (1602), l'anglès John Torius (1590) i els francesos Jacques Ledel (1565), Jean Palet (1604) i François Huillery (1661). Va tenir també la seva importància l'aportació lexicogràfica a l'hispanisme francès de l'alemany Heinrich Hornkens (1599) i del barceloní d'origen occità Pere Lacavallería (1642).
D'altres van unir en les seves obres gramàtica i diccionari; van tenir una especial rellevància les obres de l'anglès Richard Percivale (1591), del francès César Oudin (1597, 1607), de l'italià Lorenzo Franciosini (1620, 1624), d'Arnaldo de la Porte (1659, 1669) i de l'austríac Nicholas Mez von Braidenbach (1666, 1670). Franciosini i Oudin van ser així mateix traductors del Quixot. La llista no és ni de bon tros completa i les gramàtiques i diccionaris van tenir en general gran nombre de reedicions, adaptacions, refundacions i fins i tot traduccions (la Grammaire et observations de la langue espagnolle de Oudin, per exemple, es va traduir al llatí i a l'anglès).
Al segle xix, coincidint amb la pèrdua de l'imperi colonial espanyol a principis i a la fi d'aquest segle i el sorgiment de les noves repúbliques hispanoamericanes, brolla a Europa i els Estats Units un renovat interès per la història, la literatura i la cultura hispànica de antiga gran potència, ara decadent, i les seves colònies ara independents.
Durant el Romanticisme s'assenta la imatge d'una Espanya medieval, mora i exòtica, d'un país novel·lesc i una cultura mestissa que sedueix la imaginació dels escriptors d'aquest corrent i fa que molts s'interessin per la literatura, llegendes i tradicions espanyoles. Els llibres de viatges escrits en aquells dies mantenen i aviven encara més aquest interès, que acaba per despertar un impuls més seriós i científic cap a l'estudi de la cultura espanyola i hispanoamericana, que no tenia paraula encunyada per denominar-se i es va designar a finals del segle xix amb els vocables hispanòfil i hispanofília (així, per exemple, Juan Valera), i que a principis del segle xx va acabar per anomenar-se hispanisme o hispanística.
L'hispanisme es defineix, doncs, com l'estudi de la cultura espanyola i hispanoamericana i especialment del seu idioma per part d'estrangers o persones no educades en el seu si. Les nacions hispàniques han desatès aquest interès fins que es va fundar l'Institut Cervantes, en paral·lel a institucions com el British Council o l'Institut Goethe.